# Péouvou
Le Péouvou est un sommet situé en France dans la haute vallée de l'Ubaye et qui culmine à 3 230 m d'altitude.

## Toponymie
Le nom Péouvou, anciennement Péou-roc désigne une « partie rocheuse » ou un « sommet ». Cette racine est assez commune dans les Alpes.

## Ascension
Plusieurs itinéraires existent et la première ascension s'est faite par le couloir ouest du pic Sud, puis en traversant jusqu'au pic Nord. Cependant, d'autres itinéraires plus faciles (tels que l'arête nord) existent.

## Randonnée pédestre
On peut s'approcher du Péouvou par le nord en se rendant au lac de Clausis, aux cols de Clausis ou des Ugousses ou encore à la roche Noire.